# Соната для клавира № 12 (Моцарт)
Соната для клавира № 12 фа мажор, К. 332 (300k) ― сочинение Вольфганга Амадея Моцарта, опубликованное в 1784 году в Вене вместе с сонатами № 10 (K. 330) и № 11 (K. 331).
Считается, что Моцарт написал сонату № 12 либо во время посещения Мюнхена в 1781 году, либо в течение первых двух лет своего пребывания в Вене. Однако некоторые исследователи считают, что композитор написал эту и другие две сонаты во время своего летнего визита в Зальцбург в 1783 году с целью представить жену Констанцию своему отцу Леопольду.

## Структура
Соната состоит из трёх частей и длится примерно 18-25 минут.

### 1. Allegro
Первая часть написана в сонатной форме и состоит из экспозиции (такты 1-93), в которой происходит модуляция тем в ре минор и затем в до мажор, разработки (такты 94-132) и репризы (начинается с такта 133).

### 2. Adagio
Главной тональностью второй части является си-бемоль мажор (в среднем разделе мелодия модулирует в си-бемоль минор).

### 3. Allegro assai
Произведение завершает виртуозная часть в размере 6/8, написанная в фа мажоре. Она состоит из экспозиции (такты 1-90), разработки (такты 91-148), в которой повторяется тема из экспозиции, но уже в до миноре, и репризы (с такта 149).